# Хазнерс, Вилис
Ви́лис Ха́знерс (латыш. Vilis Hāzners; 1905—1989) — офицер латвийской армии и латышского легиона. Кавалер почётного знака нацистской Германии «Почётная пряжка на ленте для сухопутных войск». Waffen-Sturmbannführer (штурмбаннфюрер). Начальник штаба «полиции порядка» Риги (1941—1942). Адъютант полковника-лейтенанта Волдемара Вейсса. Долгое время работал на радиостанциях «Свобода» и «Свободная Европа», специализируясь по теме «борьба за права человека в СССР».

## Биография
Родился 23 июля 1905 года в Вирцавской волости в семье мельника. С началом Первой мировой войны семья Хазнерсов перебирается в Валку. В 1923 году окончил Елгавскую сельскохозяйственную школу.
В 1926 году призван в латвийскую армию. Проходил службу в 3-м Елгавском пехотном полку. В 1931 году оканчивает Латвийскую военную школу, после призван в 7-й Сигулдский пехотный полк в Алуксне. В 1936 году по собственному желанию переведен в 6-й Рижский пехотный полк. В 1940 году оканчивает Высшую военную школу в звание капитана. В 1940 году работал преподавателем в Рижской гимназии им. Райниса, начальник учебного отдела штаба латвийской армии. 12 июня 1940 года награждён орденом Виестура V степени.
25 июня 1940 года арестован НКВД, помещён в Центральную тюрьму. 30 июня совершает побег После побега служил во вспомогательных батальонах полиции. С августа 1941-го по октябрь 1942-го начальником штаба «полиции порядка» Риги. Становиться адъютантом полковника-лейтенанта Волдемара Вейсса..
В 1943 году назначен адъютантом командира 32-го полка 15-й гренадерской дивизия СС Арвида Крипенса. 6 марта 1944 — командир 1-го батальона 32-го полка, затем 13 апреля — командир 3-го батальона. 20 августа 1944 года назначен командиром 15-го ваффен-фузилёрного батальона СС (нем. Waffen-Füsilier-Bataillon der SS 15). 26 января 1945 в боях при Имменхейме был ранен и отправлен в Данию на лечение, где и встретил окончание войны. Награждён Железными крестами I и II степени.
После войны эмигрировал в Америку. Командовал латышскими скаутами. С 1948 по 1951 год член президиума Латышского временного национального совета. С 1962 по 1969 год возглавлял организацию «Даугавас Ванаги» (Daugavas Vanagi), редактировал её ежемесячник, входил в правление Организации свободных латышей мира.
В 1977 году, опираясь на документы по делу VDK, Хазнерсу были предъявлены обвинения в соучастии в Холокосте. Но дело было закрыто в связи с тем, что Бюро специальных расследований не смогло предоставить убедительных доказательств.
Умер 12 мая 1989 году в Лейквуде, в 1991 году был перезахоронен в Латвии на кладбище Берзкрога.